# 埃爾斯堡鎮區 (明尼蘇達州聖路易斯縣)
埃爾斯堡鎮區（英語：Ellsburg Township）是位於美國明尼蘇達州聖路易斯縣的一個行政鎮區。

## 地方資料
埃爾斯堡鎮區的面積為186.23平方千米，當中陸地面積為179.96平方千米，而水域面積為6.27平方千米。根據2020年美國人口普查的數據，當地共有人口188人，而人口密度為每平方千米1.01人。